# Krośniewice (stacja kolejowa)
Krośniewice – wąskotorowa stacja kolejowa w Krośniewicach, w województwie łódzkim, w Polsce.

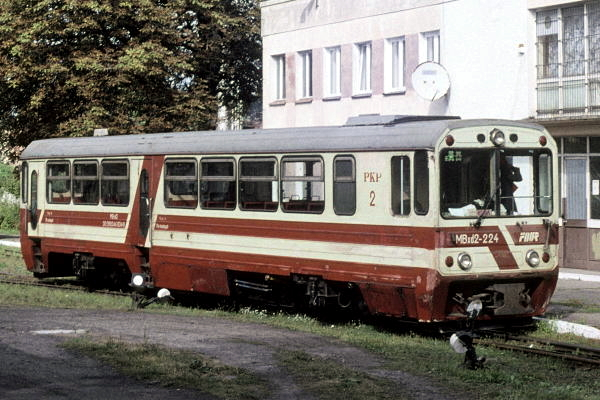
Wagon MBxd2-224 na stacji w Krośniewicach (2004)